# Kosmisk bakgrundsstrålning

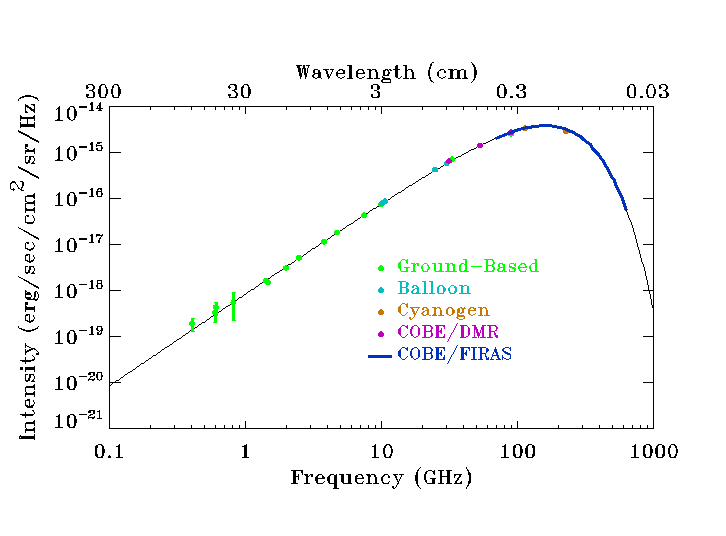
Olika mätningar av universums svartkroppsstrålning över flera dekader i frekvens och intensitet, jämförda med Plancks kurva för en temperatur på 2,725 K.

Fluktuationer i den kosmiska bakgrundsstrålningen, uppmätta av WMAP (2006). Färgskalan har en bredd på ± 0,2 millikelvin.

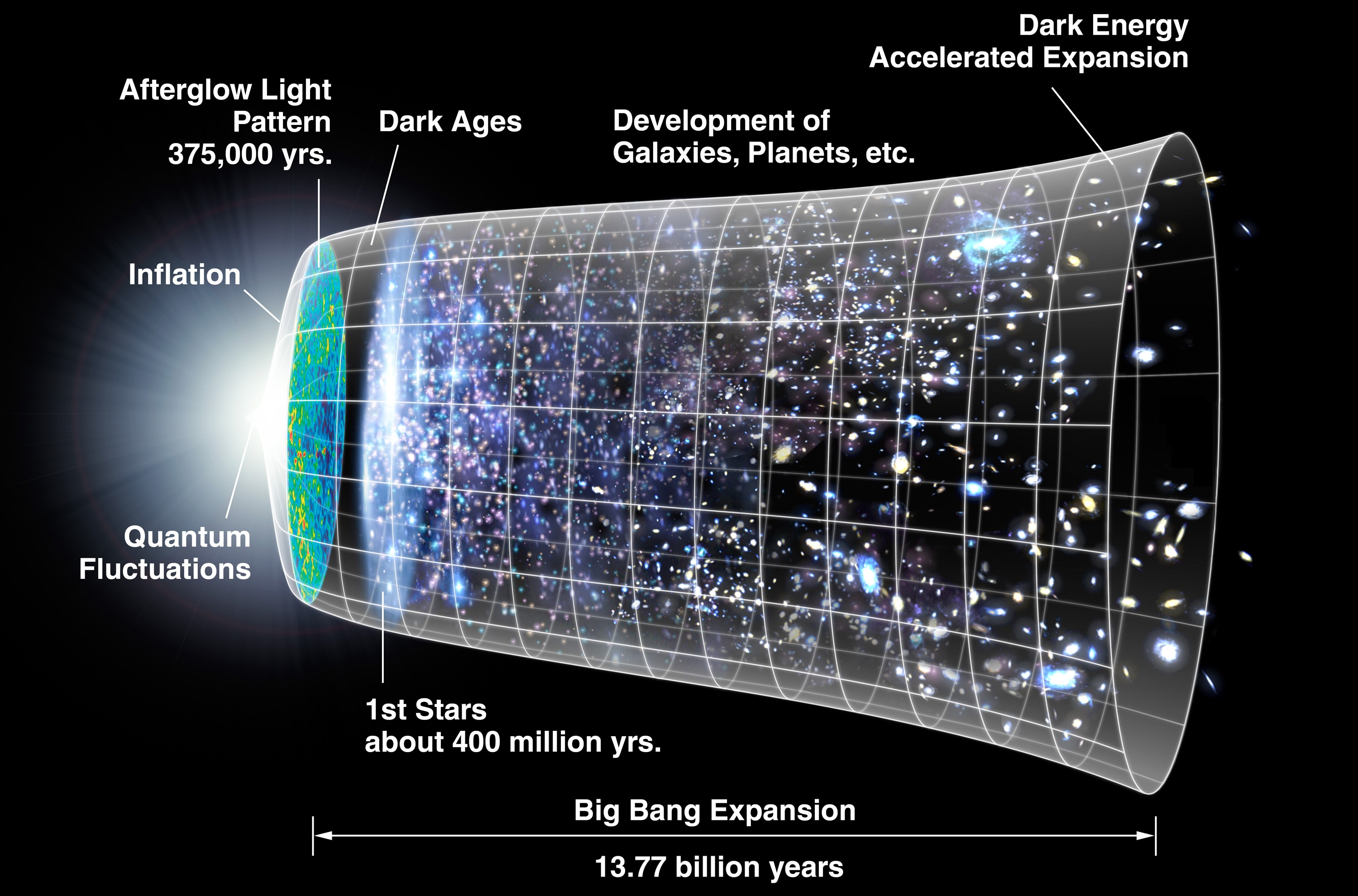
I mikrovågsområdet ser man ljuset från tiden då universum blev transparent, och var cirka 1000 gånger mindre än idag.

Uppmätta temperaturfluktuationer som funktion av vinkelstorlek (se övre skala) jämfört med en teoretisk ΛCDM-kurva.

Den kosmiska bakgrundsstrålningen (CMB från engelska Cosmic microwave background) är en elektromagnetisk strålning med maximal intensitet för våglängder i millimeterområdet, det så kallade mikrovågsområdet, och en våglängdsfördelning som är typisk för värmestrålning, så kallad svartkroppsstrålning. Om man iakttar rymden med ett radioteleskop kan man se att den har praktiskt taget samma intensitet i alla riktningar; den är isotrop. En sådan strålning är vad man kan förvänta sig av Big Bang-teorin och ses därmed som ett starkt stöd för denna.

## Upptäckt och ursprung
Bakgrundsstrålningen upptäcktes av en slump när Arno Penzias och Robert Wilson på 1960-talet experimenterade med en antenn avsedd för satellitkommunikation. Oavsett åt vilket håll de riktade antennen stördes de av brus. Efter att de uteslutit andra orsaker (till exempel häckande duvor i antennen), och efter kontakter med James Peebles drog de slutsatsen att den hade ett  kosmologiskt ursprung i big bang.  Den kosmiska bakgrundsstrålningen ses nu som ett av de starkaste bevisen för att big bang-teorin är rätt och den konkurrerande steady state-teorin övergavs. Penzias och Wilson fick nobelpriset i fysik för sin upptäckt 1978.
Redan på 1940-talet förutsåg man att Big Bang skulle efterlämna en värmestrålning. I universums början var strålningen i termodynamisk jämvikt med materien, som då bestod av ett hett och tätt plasma av fria elektroner och atomkärnor, joner. Fotonerna, som bygger upp den elektromagnetiska strålningen kolliderade ständigt med elektronerna, och därmed var universum ogenomskinligt.  I takt med att universum expanderade kyldes plasmat ner, och när temperaturen sjönk till omkring 3000 K fångades elektronerna in av jonerna och bildade neutrala atomer (främst väteatomer).  Denna händelse är nu känd som universums rekombination.  Utan de fria elektronerna kunde fotonerna röra sig fritt och universum blev transparent. Detta ljus från tiden innan stjärnorna fanns har sedan dess behållit sitt svartkroppsspektrum eftersom strålningen praktiskt taget inte alls har växelverkat med materia, men på grund av universums expansion har strålningens våglängder dragits ut och dess energitäthet har minskat, vilket svarar mot att dess temperatur har sjunkit, så att den idag har en temperatur på knappt 3 K. Detta svarar mot att den våglängd vid vilken strålningen är starkast, som enligt Wiens förskjutningslag är omvänt proportionell mot temperatur, har blivit ungefär 1000 gånger längre sedan atomerna bildades ur plasmat. Detta är den största kosmologiska rödförskjutning som vi kan observera.

## Fluktuationer
Bakgrundsstrålningens mycket jämna temperatur och höga isotropi var emellertid besvärande, när det gällde att förklara bildningen av galaxer och galaxhopar, eftersom det är svårt att förstå hur stora massansamlingar kan bildas om universum är fullständigt homogent från början.  Redan 1969 upptäckte dock Edward Conklin att strålningen inte är helt isotrop. Den är 2 mK varmare i en riktning, och 2 mK kallare i motsatt riktning .  Denna dipolkomponent beror på att vår galax, Vintergatan, rör sig relativt bakgrundsstrålningen, och att strålningen blir starkare från den riktning som vi rör oss emot, på grund av Dopplereffekten. Solsystemet har på detta sätt uppmätts röra sig med 369,8 km/s. Därtill finns det flera andra effekter som kan producera anisotropier i bakgrundsstrålningen.
NASA drog därför igång projektet COBE, en satellit utrustad med tre olika instrument, spektrometern FIRAS, en temperaturmätare DMR, som kunde mäta små temperaturvariationer mellan olika riktningar på himlen, och ett instrument för infraröd strålning, DIRBE. COBE sköts upp 1989.  Dess första stora framgång var 1990, när FIRAS-instrumentet visade att bakgrundsstrålningens spektrum till mycket hög precision följde det spektrum man får från en svart kropp med en temperatur på 2.726 K.  1992 visade sedan resultat från DMR på små fluktuationer av storleksordningen en hundratusendedel av bakgrundsstrålningens temperatur från olika riktningar på himlen.  DMR:s vinkelupplösning var dock så dålig som 7 grader.  De fluktuationer som uppstår på denna skalan beror i första hand på variationer i den gravitationella potentialen vid tiden för rekombinationen, Sachs-Wolfe-effekten. För dessa upptäckter belönades fysikerna George F. Smoot och John C. Mather med nobelpriset i fysik 2006.
Senare experiment som WMAP har kunnat studera dessa fluktuationer med en mycket bättre vinkelupplösning.  På dessa skalor ser man fluktuationer i temperaturen hos bakgrundsstrålningen vid tiden för universums rekombination.  Dessa fluktuationer har sitt ursprung i att universum inte var helt homogent från början, utan att det fanns små inhomogeniteter i massfördelningen, speciellt av den mörka materien, vilka kan ha haft sitt ursprung i inflationsfasen.  De områden där den mörka materien hade hög densitet drog till sig det omgivande plasmat, men trycket från strålningen, vilken fortfarande var kopplad till plasmat, motverkade denna rörelse och resultatet blev att det uppstod ljudvågor i plasmat-strålningen, vilket fortsatte fram till dess att strålningen frikopplades från materien i samband med universums rekombination.  Den observerade typiska vinkelstorleken av dessa fluktuationer beror på universums geometri, och mätningarna från WMAP visar på att universum är platt inom gränsen för de nuvarande mätosäkerheterna . 
En annan viktig påverkan på den kosmiska bakgrundsstrålningen är att när strålningen passerar genom en galaxhop, så kan den växelverka med den heta gasen som fyller upp hela hopen. En foton i bakgrundsstrålningen kan kollidera med en het elektron i gasen och vinna energi från denna genom invers Comptonspridning.  En sådan energiökning för några av fotonerna svarar mot att en del av strålningen skiftas till kortare våglängder. På så sätt minskar bakgrundsstrålningens intensitet i mikrovågsområdet.  Denna Siunjajev-Zeldovitj-effekt håller på att utvecklas till ett mycket kraftfullt verktyg i studierna av galaxhoparnas dynamik.
Det senaste stora instrumentet för att studera den kosmiska bakgrundsstrålningen är Planckteleskopet, som sköts upp 2009. Dess resultat om bakgrundsstrålningen började offentliggöras den 21 mars 2013.